# IJzendijke

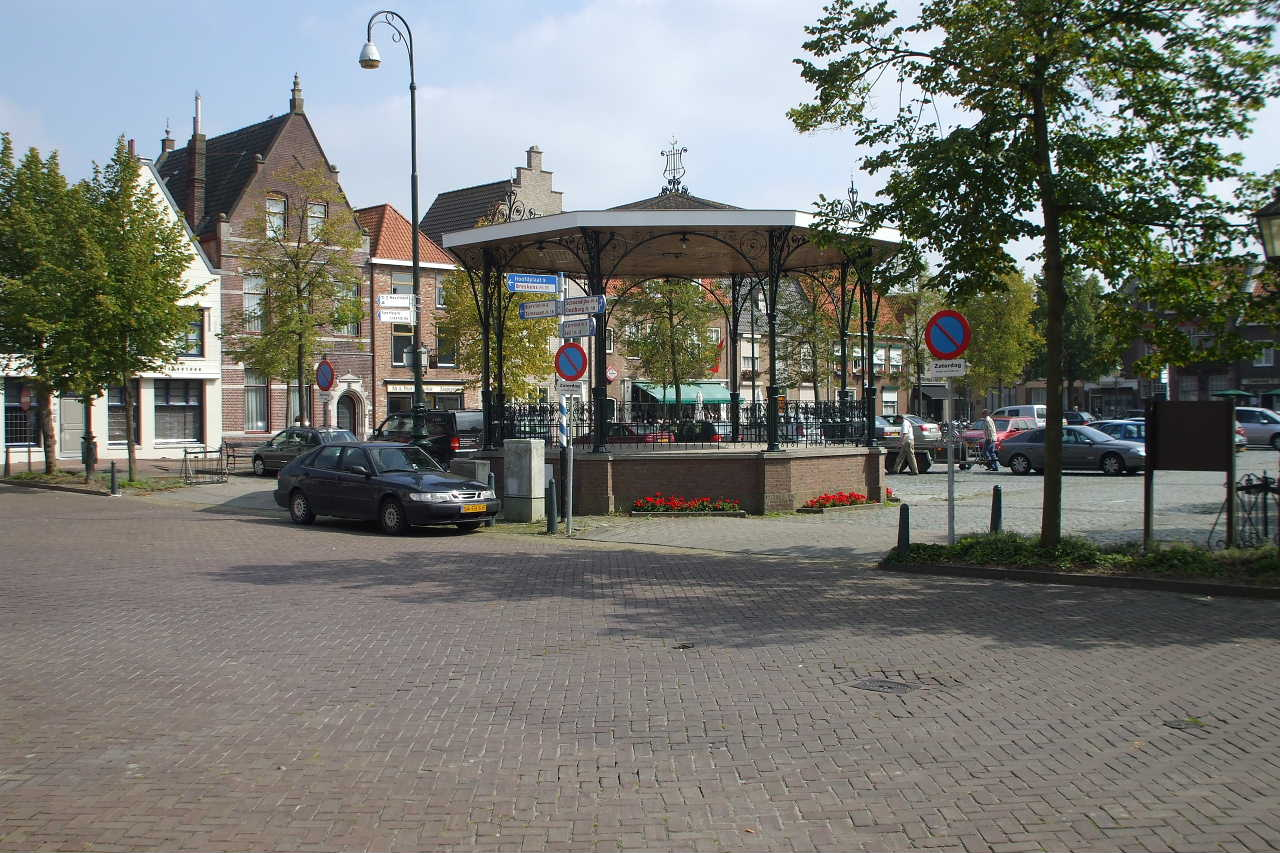
Markt in IJzendijke

IJzendijke (seeländisch-flämisch Iezendieke) ist ein Ortsteil der Gemeinde Sluis in der niederländischen Provinz Zeeland. Im Januar 2024 wohnten in dem Ort 2.475 Einwohner.

## Geschichte
Der Ort war im Mittelalter eine Hafenstadt und ein Handelszentrum. Er erhielt im Jahr 1303 die Stadtrechte. Am 19. November 1404 wurde Ijzendijke bei der Elisabethenflut von den Fluten verschlungen. Es wurde später an anderer Stelle wieder errichtet. Während des Achtzigjährigen Krieges errichtete der spanischen Herzog von Parma auf der nordwestlichen Seite der Altstadt eine Festung mit vier Bastionen. Die Festung wurde später ausgebaut. IJzendijke war bis 1970 eine selbstständige Gemeinde. Seit der kommunalen Neugliederung 2003 gehört der Ort zur Gemeinde Sluis.

## Sehenswürdigkeiten
Zu den Sehenswürdigkeiten von IJzendijke gehört der Marktplatz mit einigen denkmalgeschützten Gebäuden, zum Beispiel die Windmühle De Witte Juffer aus dem Jahr 1841, die Kirche in der Kerkstraat 2 aus dem Jahr 1612 sowie das Het Bolwerk Museum voor de Staats Spaanse Linies.

## Bildergalerie

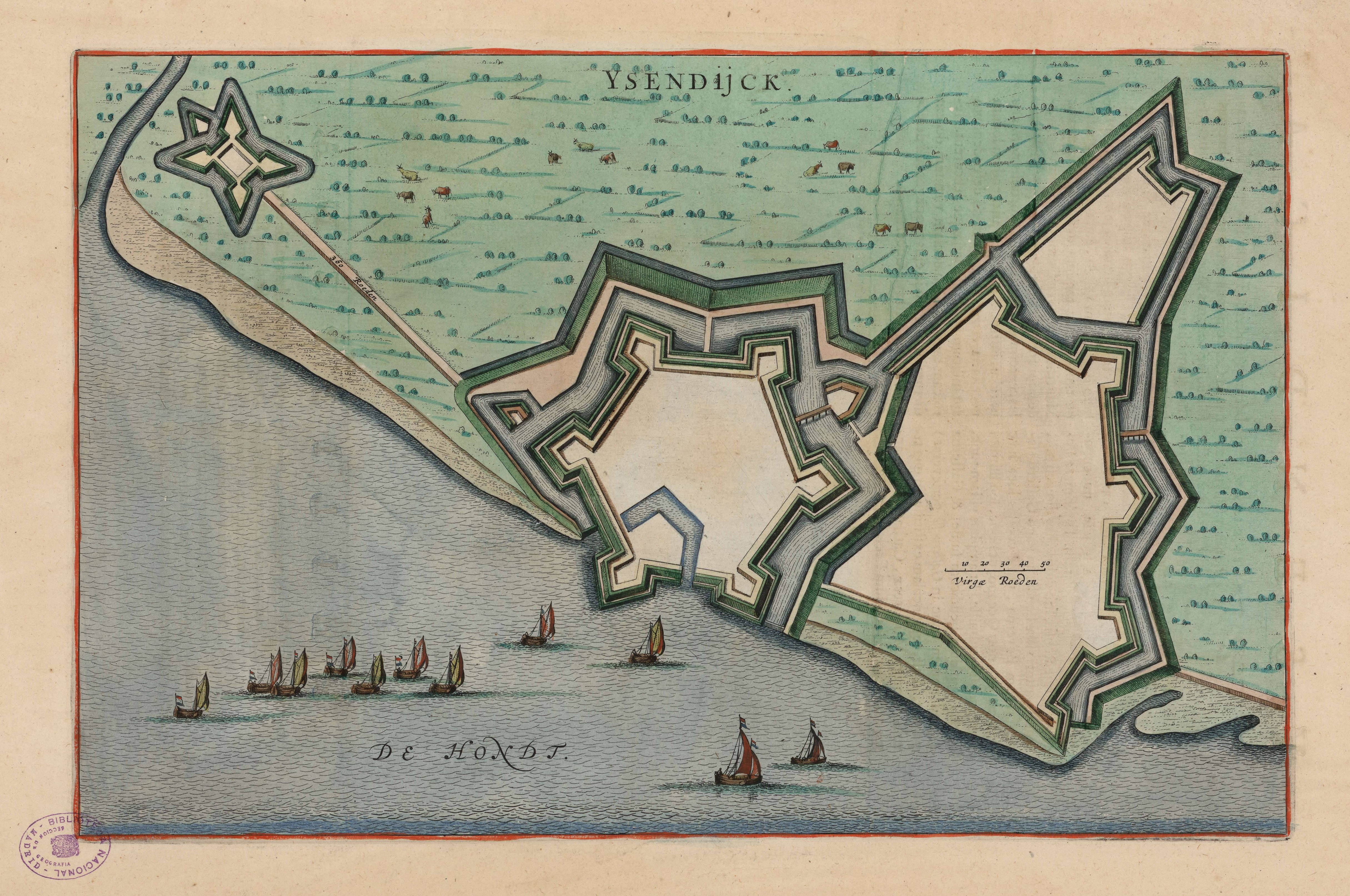
IJzendijke 1649
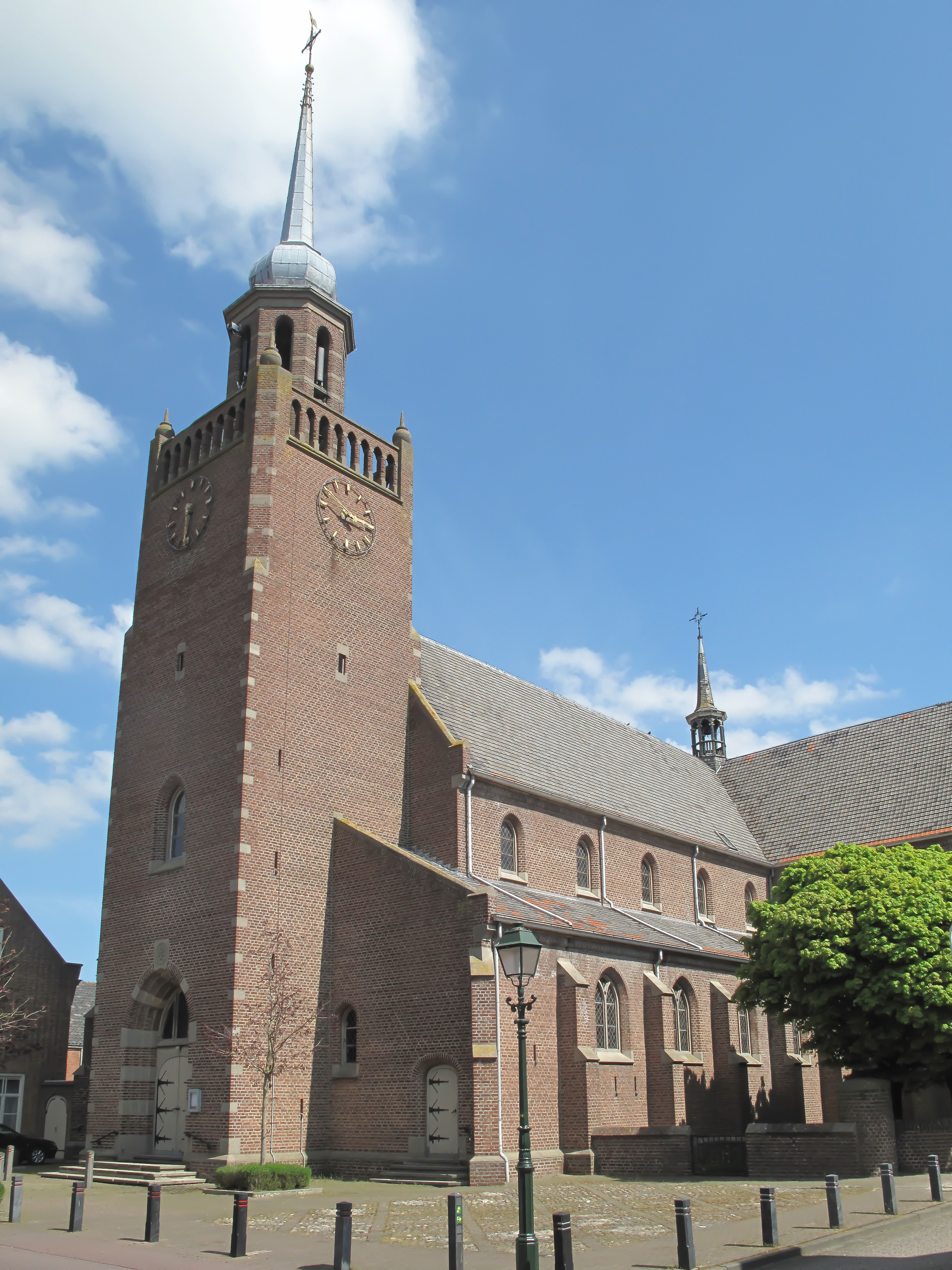
Kirche: de Onze Lieve Vrouwe ten Hemelopnemingskerk
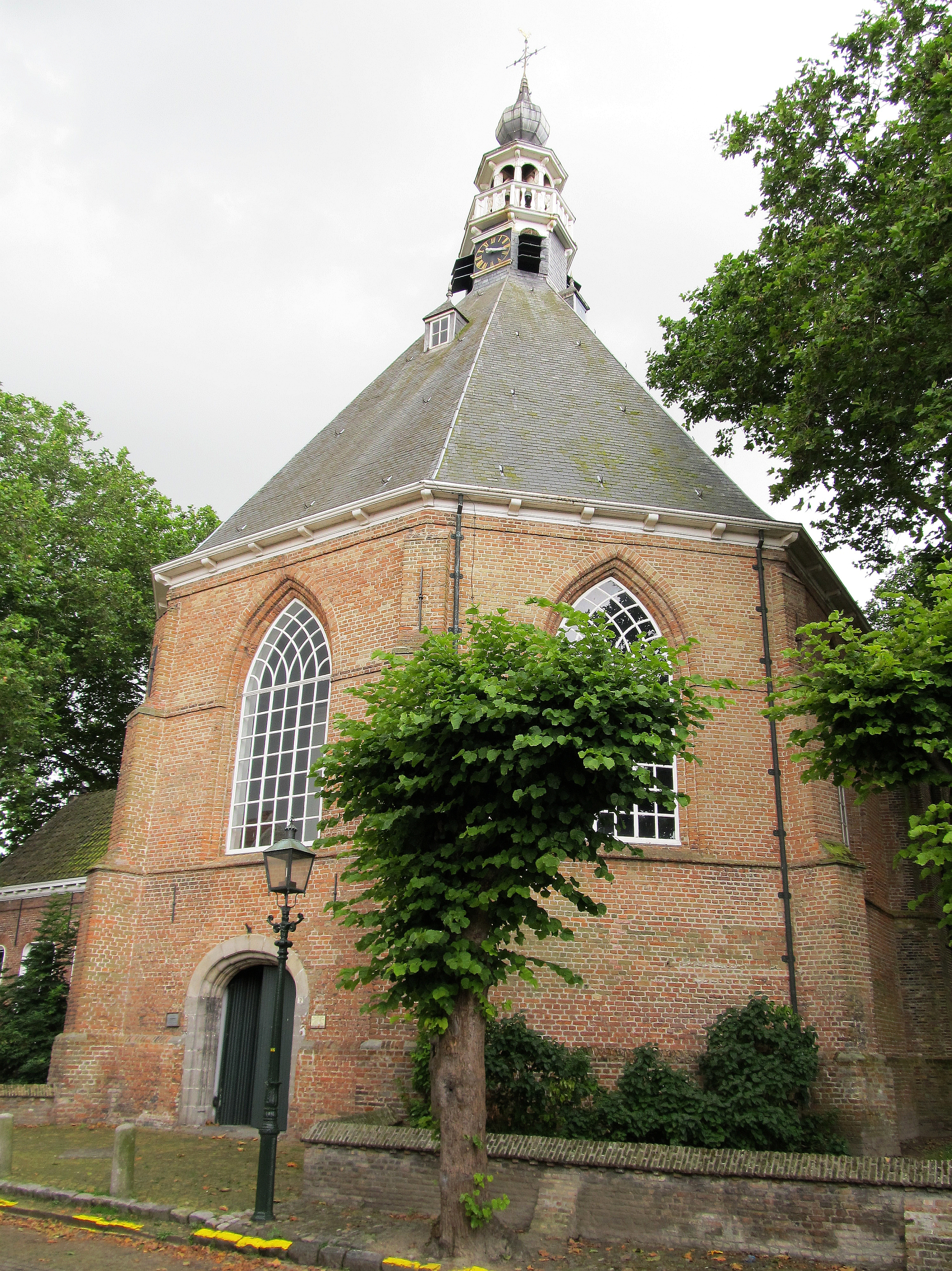
Kirche, Anno 1612
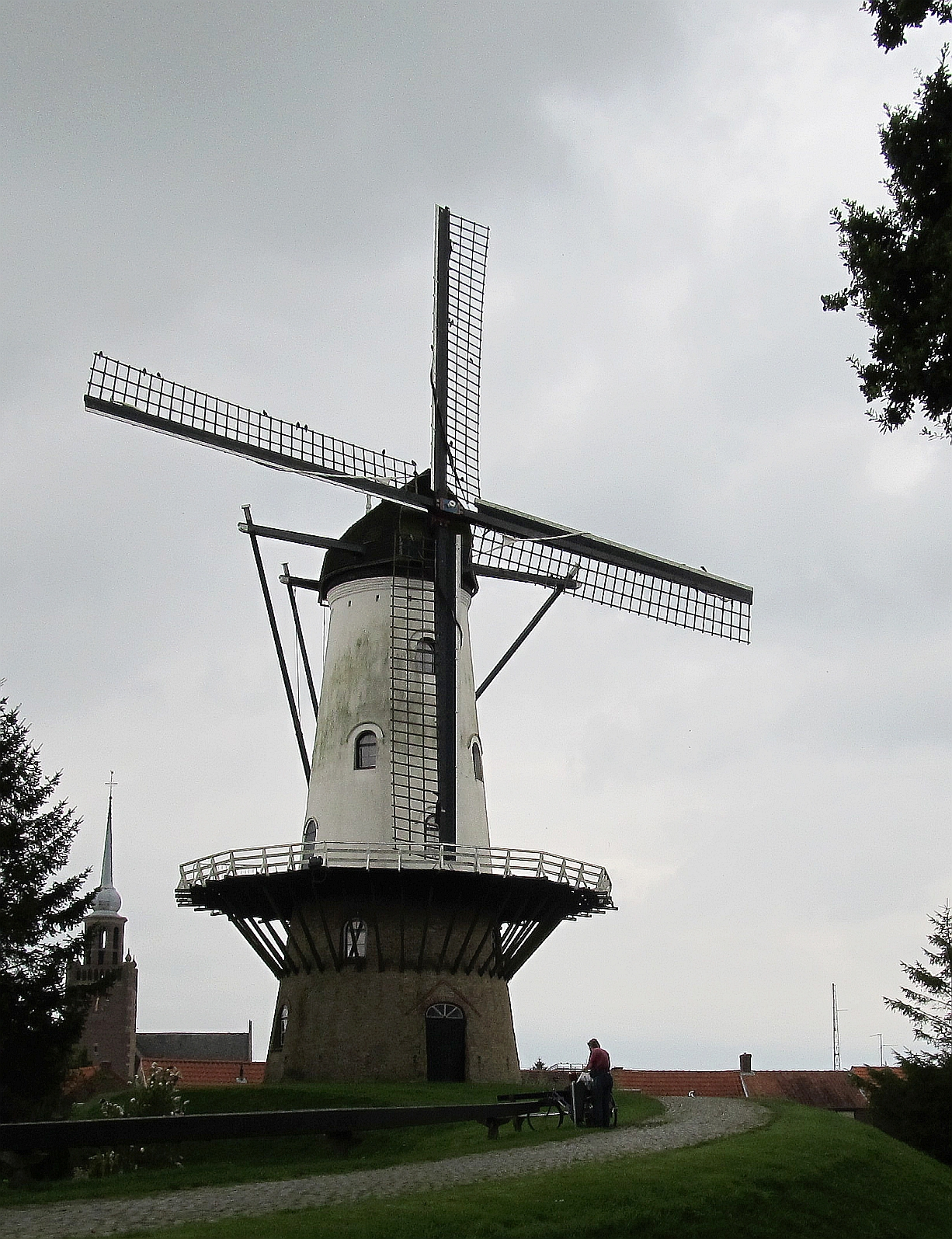
Windmühle De Witte Juffer
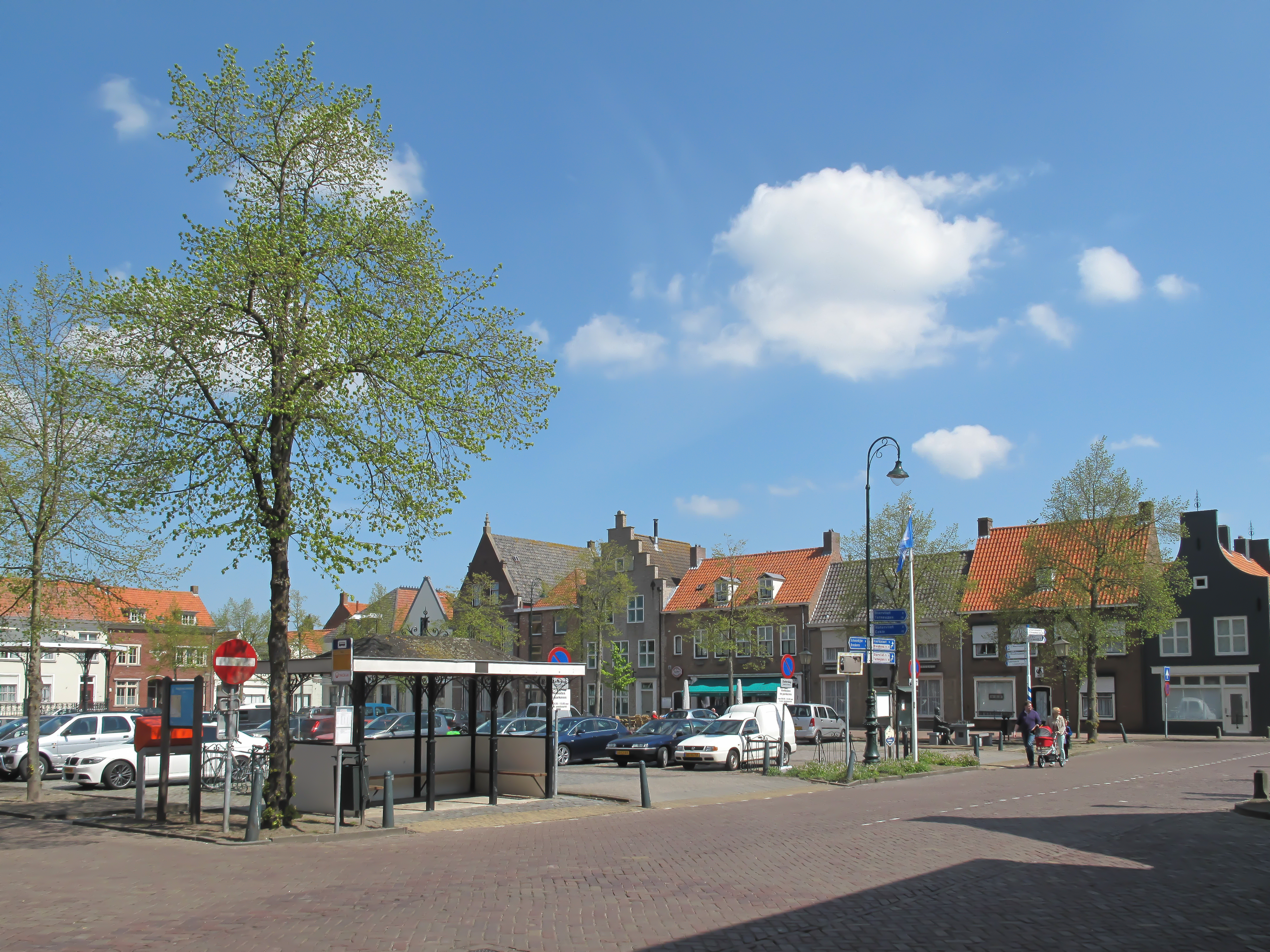
Marktplatz
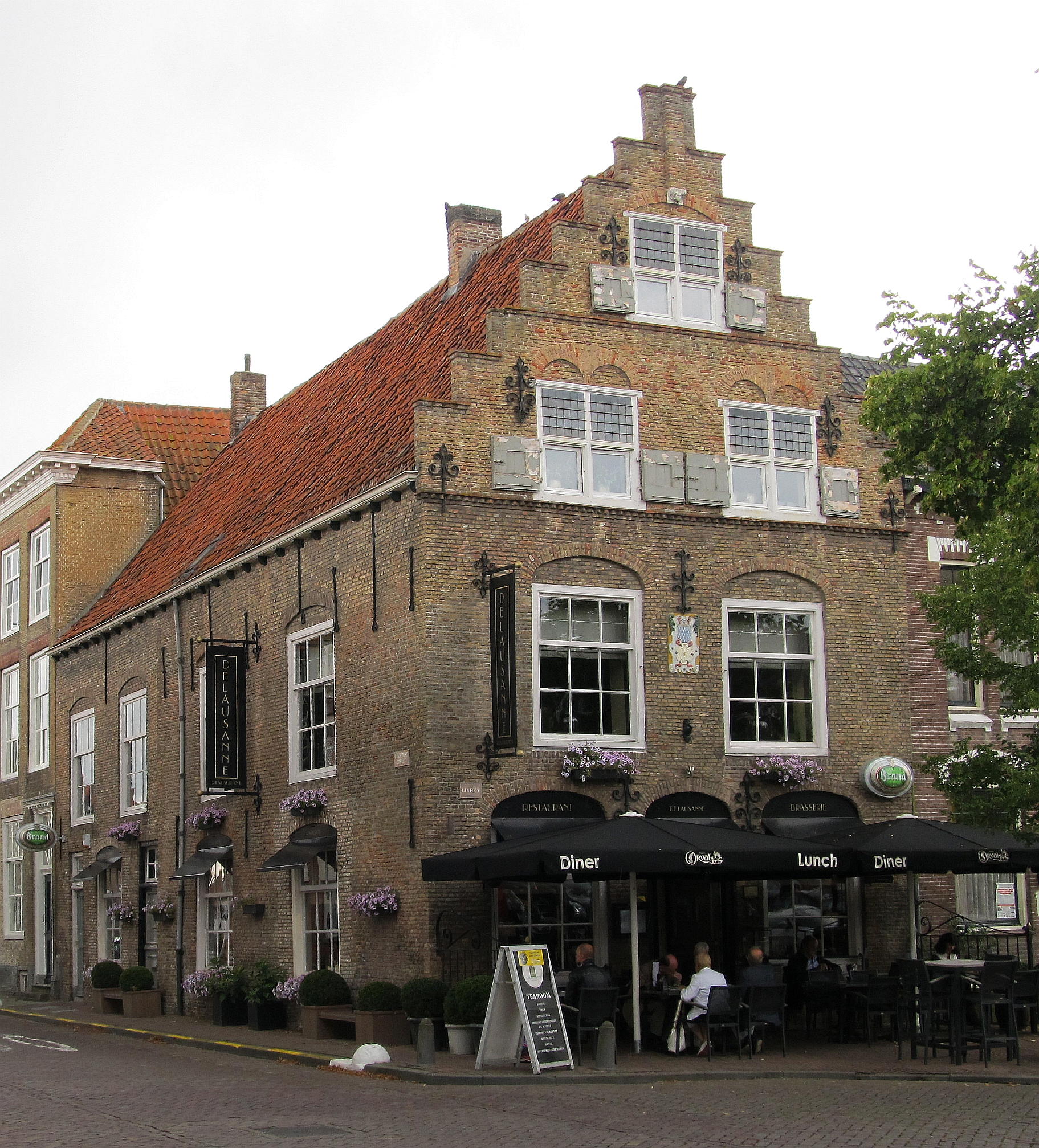
Denkmalgeschütztes Haus am Markt
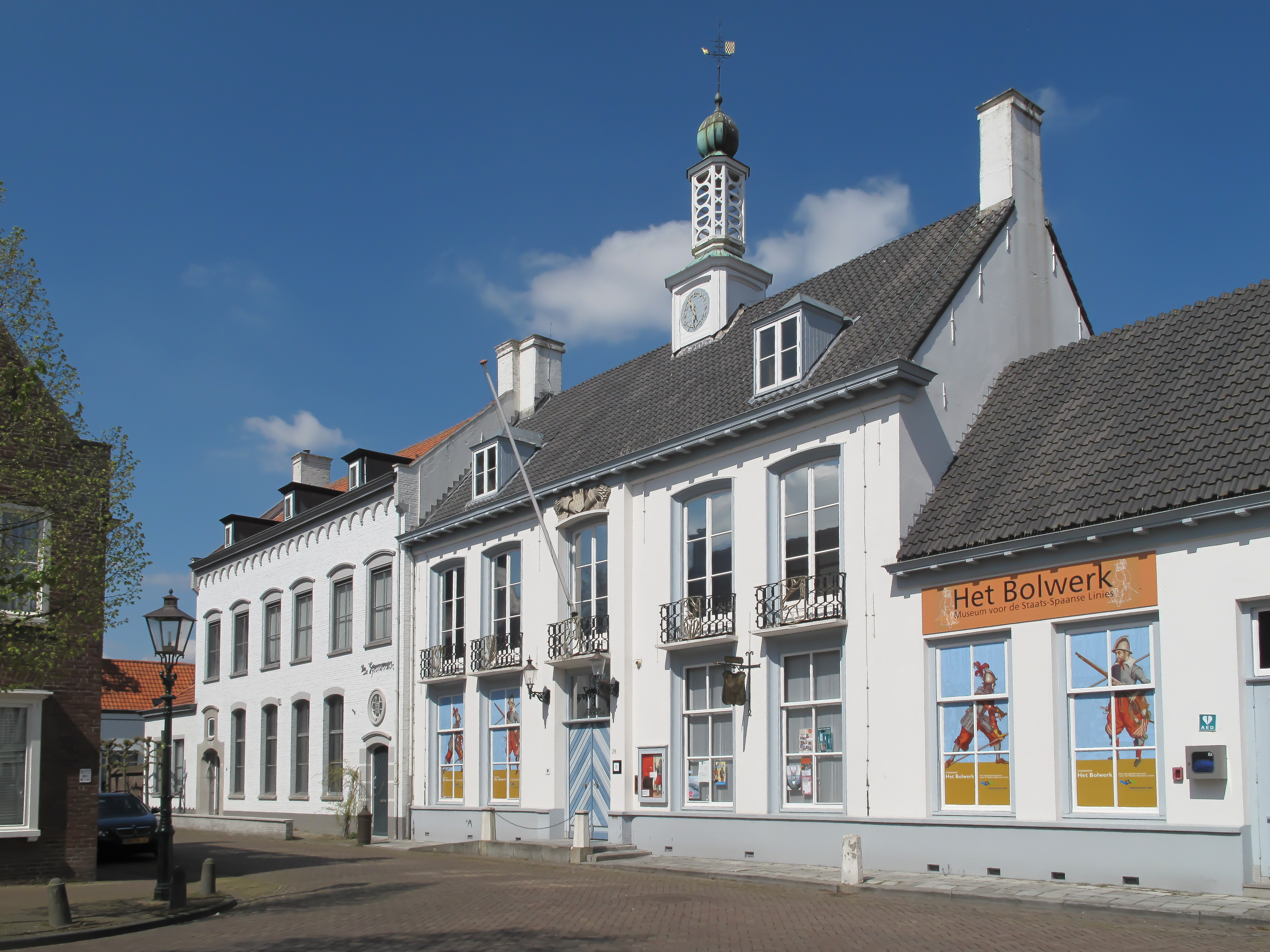
Museum

## Persönlichkeiten
- Toine van den Bunder (* 1951), Radrennfahrer